# René Barjavel
René Barjavel (n. 24 ianuarie 1911, Nyons, Drôme, Franța – d. 24 noiembrie 1985, Paris, Île-de-France, Franța) a fost un scriitor francez, jurnalist și critic. El este primul care s-a gândit la paradoxul bunicului în prisma călătoriei în timp. Cele mai multe scrieri ale sale sunt în domeniul științifico-fantastic. Lucrările sale implică adesea distrugerea civilizației umane ca urmare a orgoliului tehnocratic al omului și al nebuniei războiului, dar autorul pune accent și pe teme cum ar fi durabilitatea dragostei. 
În cartea sa din 1943, „Le Voyageur Imprudent” (română: „Călătorul imprudent”), René Barjavel introduce conceptul de paradoxul bunicului.

## Lucrări

### Romane
- 1934 : Colette à la recherche de l'amour
- 1942 : Roland, le chevalier plus fort que le lion
- 1943 : Ravage
- 1944 : Le Voyageur imprudent
- 1946 : Tarendol
- 1948 : Le diable l'emporte
- 1957 : Jour de feu
- 1962 : Colomb de la lune
- 1968 : La Nuit des temps
- 1969 : Les Chemins de Katmandou
- 1973 : Le Grand Secret
- 1974 : Les Dames à la licorne (cu Olenka de Veer)
- 1977 : Les Jours du monde (colecția Les Dames à la Licorne, cu Olenka de Veer)
- 1981 : Une rose au paradis
- 1982 : La Tempête
- 1984 : L'Enchanteur
- 1985 : La Peau de César

### Nuvele, povestiri
- 1945 : La Fée et le soldat
- 1946 : Les Enfants de l'ombre
- 1974 : Le Prince blessé

### Autobiografii, memorii
- 1951 : Journal d'un homme simple
- 1980 : La Charrette bleue

### Cronici
- 1972 : Les Années de la lune
- 1975 : Les Années de la liberté
- 1976 : Les Années de l'homme

### Albume
- 1953 : Collioure (desene de Mucha)
- 1974 : Brigitte Bardot, amie des animaux
- 1978 : Les Fleurs, l'Amour, la Vie

### Eseuri
- 1944 : Cinéma total : Essai sur les formes futures du cinéma
- 1966 : La Faim du tigre
- 1976 : Si j'étais Dieu...
- 1978 : Lettre ouverte aux vivants qui veulent le rester
- 1986 : Demain le paradis (neterminat, publicat postum)